# Hl. Erzengel Gabriel (Veliki Radinci)

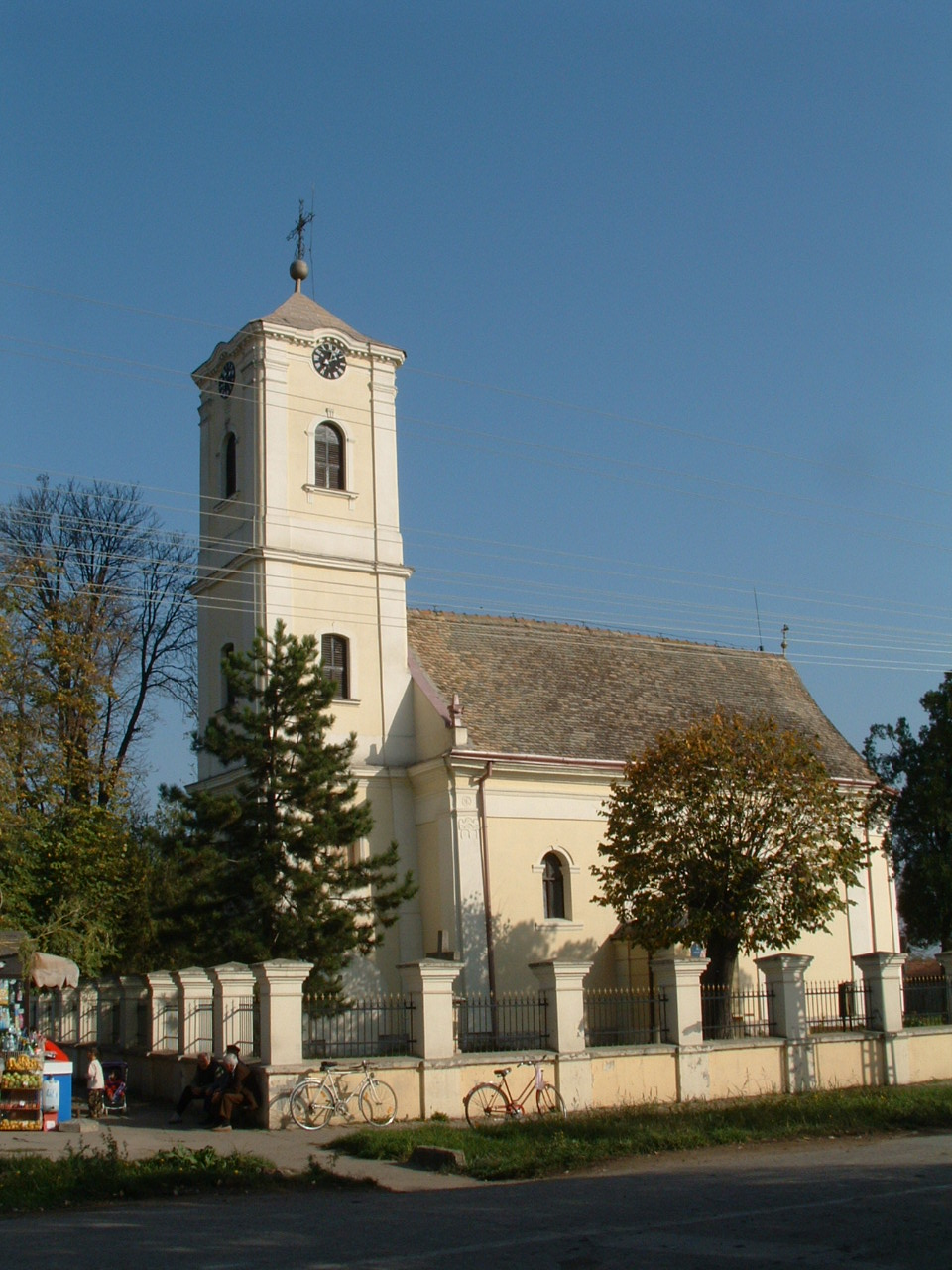
Die Kirche Hl. Erzengel Gabriel in Veliki Radinci

Die Kirche Hl. Erzengel Gabriel (serbisch: Црква Светог архангела Гаврила, Crkva Svetog arhangela Gavrila) im Dorf Veliki Radinci, in der Opština Sremska Mitrovica, im Okrug Srem, ist eine serbisch-orthodoxe Kirche in der nordserbischen autonomen Provinz Vojvodina.
Das 1780 erbaute Kirchengebäude ist dem Hl. Erzengel Gabriel geweiht und die Pfarrkirche der Pfarrei Veliki Radinci, im Dekanat Sremska Mitrovica, der Eparchie Srem, der Serbisch-Orthodoxen Kirche.
Als unbewegliches Kulturgut besitzt die Kirche den Status eines Kulturdenkmals von großer Bedeutung und steht unter staatlichem Schutz.

## Lage

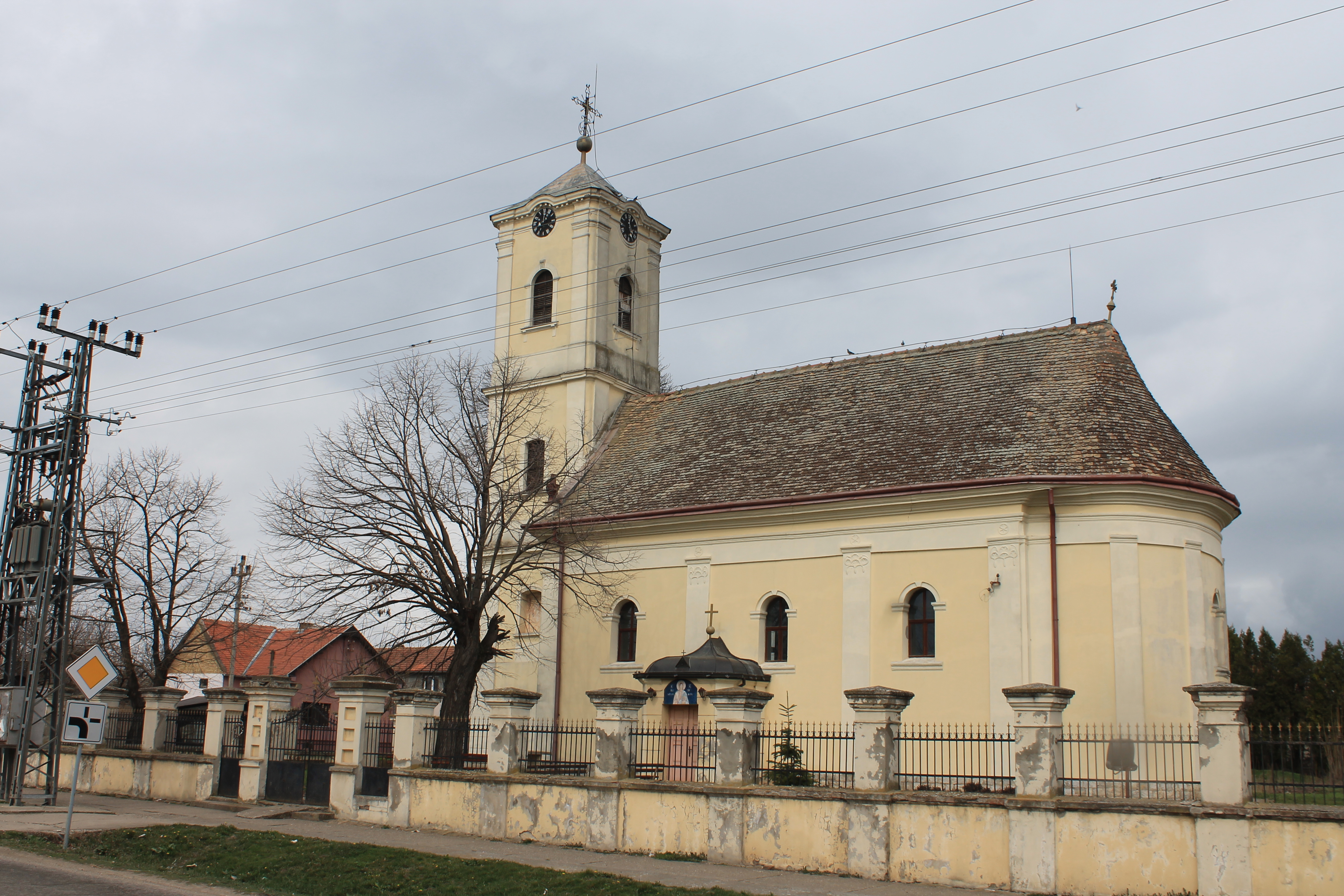
Südfassade der Kirche mit Nebeneingang

Die Kirche steht im Ostteil von Veliki Radinci an der Kreuzung der Straßen Ulica Moše Pijade, Osiječka Ulica und Rumska Ulica. Auf dem Dorffriedhof wird derzeit eine serbisch-orthodoxe Kapelle erbaut. 

## Geschichte
Die Kirche Hl. Erzengel Gabriel wurde 1780 erbaut. An gleicher Stelle stand eine ältere Kirche. Im Ersten Weltkrieg wurde die Kirche beschädigt und musste geringfügig renoviert werden. 1944 wurde im Zweiten Weltkrieg der barocke Kirchturm von den Deutschen gesprengt, um der Roten Armee und den Tito-Partisanen keinen Aussichtspunkt zu überlassen, wobei die Kirche erhebliche Zerstörungen erlitt. Damals wurden vom Belgrader Stadtbezirk Zemun bis nach Subotica, fast alle Kirchtürme, der Kirchen in der Vojvodina zerstört.

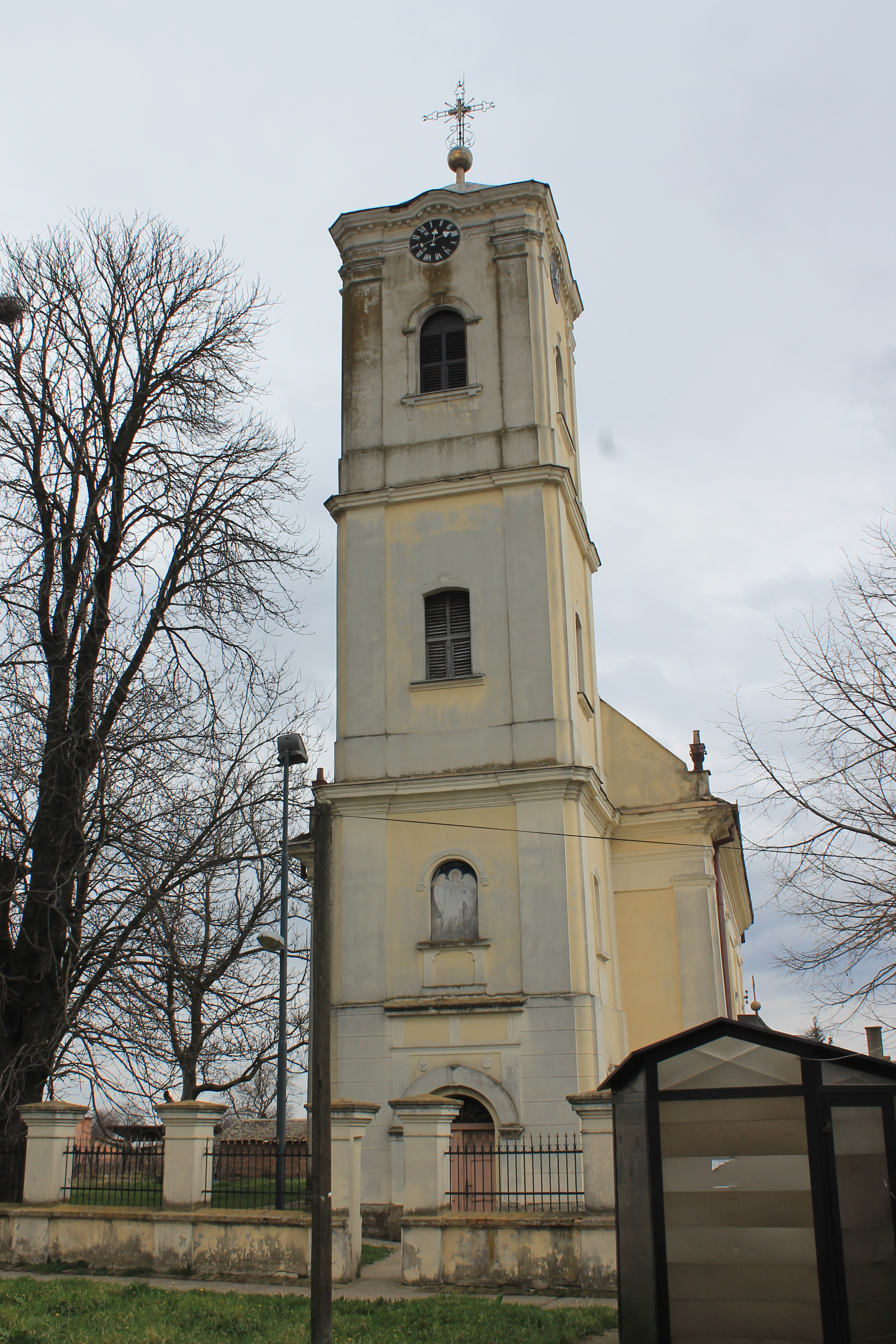
Der Kirchturm mit der Westfassade

Bei der Rekonstruktion des Kirchturms im sozialistischen Jugoslawien wurde die Höhe des Kirchturms reduziert. Zudem wurde die Kirche neu verputzt und mit einem neuen Dach ausgestattet. 
An der Kirche wurden 2000 Renovierungsarbeiten durchgeführt. Auch von 2019 bis 2020 wurde die Kirche großflächig renoviert. Es wurde die gesamte Außenfassade neu gestrichen, die Kirche bekam ein neues Dach und auch einen "neuen" Kirchturm. 
Der jetzige Kirchturm ist um 13 m höher erbaut worden und bekam eine, dem barocken Typus der Kirche entsprechende, mehrgeschossige Zwiebelturmkappe. Die Summe der Kosten für die Renovierungsarbeiten betrug um die vier Millionen Serbischer Dinare.
Derzeitiger Pfarrpriester der Kirche ist Erzpriester Duško Marjanović.

## Architektur
Das einschiffige Kirchengebäude wurde im Stil des Barock erbaut mit einer Altar-Apsis an der Ostseite und einem dazu gebauten prächtigen barocken Kirchturm an der Westseite der Kirche. Die Kirche besitzt einfach ausgearbeitete Bogenfenster und auch die Fassade ist nur leicht verziert. Die Fassade ist durch niedrige Sockelleisten und Attikagesims gekennzeichnet, diese werden von vertikalen Pilastern mit verzierte Kapitellenden geschmückt. Die Kirche ist verputzt und besitzt ein Satteldach.
Die Kirche Hl. Erzengel Gabriel, besitzt eine sehr bedeutende Ikonostase. Ein unbekannter Holzschnitzer schnitzte sie mit Ornamenten im barocken und klassizistischen Stil, sie weist typische Elemente der Gestaltungsweise orthodoxer Ikonostasen am Ende des 18. Jahrhunderts auf. 
Jakov Orfelin, einer der berühmtesten und wichtigsten serbischen Künstler des letzten Viertel des 18. Jahrhunderts, malte die Ikonen 1792. Auch wenn Jakov Orfelin als Maler den Rokoko-Stil zugeschrieben war, so hat er in der Kirche auch Elemente des Klassizismus aufgenommen, die sich durch eine solide Modellierung der Form und eine gewisse Strenge im Ausdruck offenbaren. 
Über dem Ikonostasensockel in der ersten Zone befinden sich Thronikonen, Türen und Überhänge. In der zweiten Zone befinden sich in jeweils zwei Reihen Ikonen der Hl. Aposteln und in der dritten Ikonen mit der Komposition der Kreuzigung Christi. 
Die Ikonen stellen dar: die Hl. Aposteln, die Kreuzigung Christi, die Allerheilige Gottesmutter Maria, Jesus Christus und die Hl. Erzengel Michael und Gabriel, der der Namenspatron der Kirche ist. Auch die Ikone des Hl. Johannes des Täufers auf dem Bischofsthron, ebenfalls ein Werk von Orfelin, ist künstlerisch hervorzuheben.